# Sporting Club de Gagnoa
O Sporting Club de Gagnoa é um clube de futebol com sede em Gagnoa, Costa do Marfim. A equipe compete no Campeonato Marfinense de Futebol.

## História
O clube foi fundado em 1960.

## Títulos
| NACIONAIS       | NACIONAIS             | NACIONAIS | NACIONAIS   |
|                 | Competição            | Títulos   | Temporadas  |
| --------------- | --------------------- | --------- | ----------- |
| Costa do Marfim | Ligue 1 Côte d'Ivoire | 1         | 1976.       |
| Costa do Marfim | Copa Houphouët-Boigny | 2         | 1976, 1978. |